# 反韃靼情緒
反韃靼情緒，是指俄羅斯國內對韃靼族的反感和厭惡情緒，受歧視的人包括但不限於伏爾加韃靼人、西伯利亞韃靼人及克里米亞韃靼人。但最主要的情緒還是針對克里米亞韃靼人。

## 反克里米亞韃靼族
在1944年5月克里米亞韃靼人被驅逐出境后，蘇聯政府大力宣傳現有對於克里米亞韃靼人的負面刻板印象，且在此基礎上宣稱他們是「叛徒」、「資產階級」、「反革命」，並錯誤地暗示他們是蒙古人，指其與克里米亞半島沒有歷史聯繫。共黨政治鼓動鼓勵驅逐當地的其他公民虐待他們，並在克里米亞舉行了專門促進和分享反克里米亞韃靼情緒的會議。克里米亞韃靼人亦在1944年被驅逐出境后被抹去其在半島上的痕跡，數千個以前以韃靼人名字命名的村莊被賦予了新的俄羅斯名字，正式對半島進行了去韃靼化。在中亞地區，被遣送出半島的克里米亞韃靼人生活在“特殊定居者”村落，也剝奪了他們本應如同其他蘇聯公民享有的許多公民權利，並將他們限制在一小塊範圍內。克里米亞韃靼民權運動者一再指出，指定的“特殊定居者”與以色列佔領下的巴勒斯坦人所遭受的條件之間有著強烈的相似之處。

## 反伏爾加韃靼人
從歷史上看，伏爾加韃靼人在俄羅斯和蘇聯被譽為“模範少數族裔”，並且比克里米亞韃靼人受到更好的待遇。然而，對伏爾加韃靼人的偏見仍然存在，俄羅斯民族主義者曾試圖使韃靼斯坦去韃靼化（俄羅斯化）。2007年，一名年輕的韃靼男子在前往聖彼德堡上班的路上被一群人刺死。韃靼族社區說，這起謀殺案是出於種族動機，是仇視伊斯蘭教的結果。在埃爾邁拉·阿卜杜拉扎科娃於2013年加冕俄羅斯小姐后，她也遭到了種族歧視的攻擊。